# 19 Pułk Piechoty (Cesarstwo Niemieckie)
19 Pułk Piechoty im. von Courbière’a (2 Poznański) (niem. Infanterie-Regiment von Courbière (2. Posensches) Nr. 19) – pułk piechoty niemieckiej.

## Formowanie i zmiany organizacyjne
Pułk został sformowany 1 lipca 1813 , ze względu na dużą liczbę Wielkopolan w nim służących nazywany, podobnie jak 18 Pułk Piechoty im. von Grolmanna (1 Poznański), „pułkiem Kaczmarków”.
Przez długi czas pułk stacjonował w Poznaniu, a następnie w Zgorzelcu (Görlitz) i Lubaniu (Lauban). Jego patronem był Wilhelm de Courbière.
Pierwotnie pułk nosił nazwę 19 pułku piechoty. W 1860 przemianowano go na 19 pułk piechoty (2 Poznański), zaś w 1889 na 19 Pułk Piechoty im. von Courbière’a
W wyniku mobilizacji, w sierpniu 1914 pułk osiągnął gotowość bojową i w składzie 17 Brygady Piechoty 9 Dywizji został wysłany na front zachodni.

## Miejsca stacjonowania
W Poznaniu pododdziały pułku stacjonowały w następujących okresach:
- 1 batalion: 1817–1830 i 1836–1848
- 2 batalion: 1819–1830
- 3 batalion: 1823–1830 i 1836–1848
- batalion fizylierów: 1818–1823

W 1830, w związku z powstaniem listopadowym, władze pruskie w obawie przed przejściem jednostki na stronę powstańców przerzuciły pułk marszem do Saksonii a w sierpniu 1831 do Koblencji. Pułk powrócił do Poznania 12 listopada 1836. W 1848 w związku z powstaniem wielkopolskim 1848 pułk ponownie, jako niepewny politycznie, został wyprowadzony z Poznania. Dyslokowano go w Lubaniu i Zgorzelcu, gdzie pozostał do 1914 roku.

## Schemat organizacyjny po 1860 roku
- V Korpus Armijny – Poznań[4]
  - 9 Dywizja Piechoty – (9. Infanterie-Division) – Głogów
    - 17 Brygada Piechoty - (18. Infanterie-Brigade) – Głogów
      - 19 pułk piechoty im. von Courbière’a (2 Poznański) – (Infanterie-Regiment von Courbière (2. Posensches) Nr. 19) w Zgorzelcu (Görlitz) i Lubaniu (Lauban)